# Multimedia Messaging Service Encapsulation Protocol
Multimedia Messaging Service Encapsulation Protocol  (MMSE) je protokol používaný pro kódování MMS, který vytvořilo WAP Forum a v současnosti je udržovaný Open Mobile Alliance.

## Historie
Vznik služby MMS podnítila organizace 3GPP. Počáteční návrh protokolů pochází od sdružení WAP Forum, ze kterého vznikla Open Mobile Alliance, která vývoj protokolů pro WAP a MMS převzala.
Existují 4 verze implementace služby MMS:
- MMS 1.0: popsaná v dokumentech WAP-205-MMSArchOverview, WAP-206-MMSCTR, WAP-209-MMSEncapsulation od WAP Forum
- MMS 1.1 od Open Mobile Alliance
- MMS 1.2 od Open Mobile Alliance
- MMS 1.3 od Open Mobile Alliance

## Technické informace
MMSE se používá na rozhraní MM1. HTTP hlavičky a MMS zprávy jsou binárně kódované pomocí WSP, který obvykle slouží také pro dopravu zpráv. Notifikace se přenášejí mechnismem WAP Push.